# Waygaard
Waygaard (dänisch: Vejgaard oder tlw. auch Vadgård, friesisch: Waiguurd) ist ein Ortsteil der Gemeinde Dagebüll im Kreis Nordfriesland in Schleswig-Holstein. Sie ist im Ort selbst und der Umgebung geprägt durch verschiedene Warften und mit etwa 60 Einwohnern der kleinste Ortsteil der Gemeinde.

## Geographie

### Geographische Lage
Waygaard ist der am weitesten östlich gelegenen Ortsteil der Gemeinde Dagebüll. Er erstreckt sich im Naturraum Nordfriesische Marsch östlich vom ehemaligen Bottschlotter Tief und südlich vom Bottschlotter See größtenteils auf dem östlichen Uferbereich des Bongsieler Kanals.

### Ortschaftsgliederung
- Süder-Waygaard (dänisch Sønder Vejgaard), eine historische Großwarft,
- Norder-Waygaard (dänisch Nørre-Vejgaard),
- Waygaard-Deich (dänisch Vejgaarddige) und
- Bollhaus (dänisch Bolhuse).

Daneben existieren noch einige nicht erhöht liegende Häuser ringsherum.

## Geschichte
Waygaard war vor 1574 eine Hallig in der Dagebüller Bucht. Die Ortsnamensforschung ist noch nicht zweifelsfrei geklärt. Etymologisch geht die Ortsbezeichnung Waygaard mutmaßlich auf den friesischen Vornamen Weig zurück. Mit gaard (dänisch für Hof) wird ein größeres Einzelgehöft beschrieben. Weiggaard bedeutet demnach entweder Weigs Hof oder Hof, Edelhof am Wege. Anderweitige Annahmen können auf das Wort Wai (nordfriesisch für Weg) zurückgehen.
Im Jahr 1577 wurde der Ort mit dem Bau eines Seedeichs landfest erschlossen.
In der Zeit der Zugehörigkeit des Herzogtums Schleswig zum Dänischen Gesamtstaat war Waygaard dem Kirchspiel Riesum (jetzt Risum geschrieben) zugehörig, welches der Bökingharde zugeordnet war.
Am 1. Januar 1978 wurde Waygaard in die Gemeinde Dagebüll eingegliedert.
Nach der Eingemeindung blieb im Ortsteil die eigene Ortswehr zunächst erhalten.
Bis Mitte der 1990er Jahre war in Waygaard ein Bäckereibetrieb ansässig.
Im Jahr 2015 wurde die örtliche Freiwillige Feuerwehr Waygaard in die Gemeindefeuerwehr von Dagebüll eingegliedert. Das am Ort vorhandene Feuerwehrhaus wurde 2015 durch einen Anbau im Ortsteil Fahretoft ersetzt.

## Kultur und Sehenswürdigkeiten

### Sportverein
Ein ortsübergreifend aktiver Sportverein ist der TSV Dagebüll-Ockholm. Er geht zurück auf den TSV Fahretoft/Waygaard.

## Wirtschaft und Infrastruktur
Die am Nächsten gelegene Bildungseinrichtungen zu Waygaard sind Kindergarten und Grundschule im Ortsteil Lindholm von Risum-Lindholm. Weiterführenden Schulen sind in Niebüll ansässig.
Im Ortsteil Waygaarderdeich zweigt die Landesstraße 10 von der Landesstraße 6 ab. Beide Straßenverbindungen führen zur Bundesstraße 5 (in Ost-Bordelum / in Lindeolm).